# Cyrtopodion brevipes
Cyrtopodion brevipes là một loài thằn lằn trong họ Gekkonidae. Loài này được Blanford mô tả khoa học đầu tiên năm 1874.